# Guitare et Compotier (Berne)
Pour les articles homonymes, voir Guitare et Compotier.
Guitare et Compotier est un tableau réalisé par le peintre français Georges Braque en 1909. Cette huile sur toile est une nature morte cubiste représentant une guitare et un compotier. Un temps la propriété d'Hermann et Margrit Rupf, elle est aujourd'hui conservée au musée des Beaux-Arts de Berne, à Berne.